# Der Kongreß amüsiert sich
Der Kongreß amüsiert sich ist ein 1965 entstandener Farb- und Kostümfilm mit Lilli Palmer und Curd Jürgens in den Hauptrollen.

## Handlung
Der Film beginnt anders als die beiden vorhergehenden Verfilmungen. Eine Touristengruppe im zeitgenössischen Wien des Jahres 1965 (Drehzeit dieses Films) besucht das dortige Wachsfigurenkabinett und bleibt vor der Figur des Fürsten Metternich stehen. Plötzlich werden sie anderthalb Jahrhunderte zurückkatapultiert und landen im Jahr 1815, zur Zeit des Wiener Kongress‘.
Dort versucht Metternich infolge der napoleonischen Eroberungskriege das europäische Gleichgewicht wiederherzustellen. Der Korsenkaiser ist (vorerst) geschlagen und auf die Insel Elba verbannt worden. Doch sehr viel mehr als die große Weltpolitik beschäftigt die Emissäre aus ganz Europa ihre privaten Eskapaden. Metternich lässt seine Geliebte Rosa von dem Räuberhauptmann Grasl nach Prag geleiten, um seinen politischen Gegnern aus dem In- und Ausland keinerlei Angriffsfläche zu bieten. Rosa mag nicht in die Provinz abgeschoben werden und bittet daher ihren Jugendfreund, Baron Stefan, sie nach Wien zurückzubringen.
Bei den Hintergrundgesprächen und am Verhandlungstisch der Konferenzteilnehmer wird zäh darum gerungen, wie man mit Frankreich umgehen soll. Staatsminister Talleyrand erweist sich als geschickter Vertreter der Interessen seines Landes und weiß die Einheit der europäischen Siegermächte auf Kosten Frankreichs zu verhindern. Für weitere Unruhe sorgt das Auftauchen eines falschen Napoleons. Zar Alexander wiederum schaut lieber den schönen Frauen hinterher, als sich mit der hohen Politik zu befassen, und schläft nach seinen Trinkgelagen und so manchem nächtlichen Liebesabenteuer während der Beratungen ein.
Metternichs rechte Hand, Friedrich von Gentz, soll im Auftrag seines Herrn dem russischen Herrscher die polnische Gräfin Kopinskaja zuführen, damit diese für Metternich den Zaren ob seiner Verhandlungstaktik und -pläne aushorchen kann. Außerdem soll sie Alexander zugunsten der Lösung der „polnischen Frage“ beeinflussen. Doch Alexander zeigt vielmehr Interesse an der kleinen Anni, einem herzigen Wiener Mäd‘l. Schließlich greift auch noch Metternichs Gattin in das Geschehen ein. Sie rettet Baron Stefan vor den Fängen der Justiz. Denn der Baron soll der Gerichtsbarkeit zugeführt werden, da er dabei erwischt wurde, wie er Napoleons Gattin Marie-Louise und ihren Sohn nach Elba zu Napoleon bringen wollte.
Bald glätten sich die Wogen. Herzen finden zueinander, und der Kongress scheint sich in Wohlgefallen aufzulösen. Selbst Zar Alexander wagt das Unerhörte: Er tanzt mit Anni öffentlich einen bis dahin verpönten Wiener Walzer. Da erreicht die Versammlung eine Schreckensnachricht: Napoleon ist geflohen und im Süden Frankreichs gelandet!

## Produktion
Der Film erlebte am 18. März 1966 seine Welturaufführung. Der Kongreß amüsiert sich ist bereits die dritte Verfilmung des Filmstoffs Der Kongreß tanzt. Vorhergehende Verfilmungen entstanden 1931 und 1955. Diese leicht veränderte Version entstand nach einer Vorlage von Hans Habe.
Mit Der Kongreß amüsiert sich endete die respektable Filmkarriere des ungarischen Regisseurs Géza von Radványi weitgehend. Kurz hintereinander hatte er zwei deutsch-dominierte, internationale Coproduktionen mit einem festen Team fertiggestellt. Unmittelbar vor Der Kongreß amüsiert sich realisierten Radvanyi und seine Produzenten Aldo von Pinelli und Georg M. Reuther mit dem Drehbuchautor Fred Denger und dem Kameramann Heinz Hölscher eine weitere Großproduktion, Onkel Toms Hütte.
Das Ehepaar Herta Hareiter und  Otto Pischinger entwarfen die umfangreichen Filmbauten, die Kostüme stammen von Hill Reihs-Gromes. Die im Film zu sehenden prachtvollen Säle sind Teil der Wiener Hofburg.
Die Operettenmusik von Johann Strauß wurde von Robert Stolz dirigiert. Stolz trug auch die Lieder Mei Glaserl hat ein Loch und Sag ja bei.
Der Film wurde im Superpanorama 70 (2.20:1) Format hergestellt.

## Kritik
Das große Personenlexikon des Films nannte den Film: „ein Stück glamouröses Kostümkino.“
Das Lexikon des Internationalen Films urteilte: „Großer Unterhaltungsaufwand, geringes Amüsement.“
Der Internetauftritt von Cinema fand, dem „operettenhaften, leidlich komischen Kostümfilm“ diente die staatliche Neuordnung Europas auf dem Wiener Kongress als historischer Hintergrund für einen „gefällig[en], bunt[en] und auch etwas angestaubt[en]“ Film.
Der Evangelische Film-Beobachter befand: „Klischeehafte Darstellung der Geschichte und der Skandälchen rund um den Wiener Kongreß 1814/15. Eine stümperhafte Umarbeitung des alten Operettenfilms «Der Kongreß tanzt». Durchschnitts-Unterhaltung üblicher Art. Ab 16, aber ohne Empfehlung.“